# Dipara corona
Dipara corona – gatunek błonkówki z rodziny Diparidae. Endemit Kenii.

## Taksonomia
Gatunek ten opisany został po raz pierwszy w 2021 roku przez Christopha Brauna i Ralpha S. Petersa na łamach „ZooKeys”. Jako lokalizację typową wskazano Las Kakamega w Kenii. Epitet gatunkowy oznacza po łacinie „korona” i nawiązuje do wyniesionego cieminia oraz pandemii COVID-19.

## Morfologia samicy
Błonkówka o ciele długości 2346 µm i ubarwieniu głównie pomarańczowobrązowym do brązowego.
Okrągła, około 1,3 raza szersza niż wysoka głowa ma szeroki ciemnobrązowy pas między oczami poniżej torulusów, dolną część twarzy poniżej tego pasa gładką, a wokół niego tak jak górna jej część prawie rowkowaną, ciemię zaś pomarszczone i między przyoczkami czarne z metalicznym połyskiem. Blisko siebie osadzone czułki mają żółtobrązowe trzonek i nóżkę, białą buławkę oraz ciemnobrązową pozostałą część biczyka.
Mezosoma jest przysadzista. Przeciętnie długie przedplecze ma prawie rowkowaną powierzchnię. Tarcza śródplecza jest pośrodku prawie rowkowana, po bokach zaś rowkowato-siateczkowana; przez jej środek i boki biegnie poprzeczny, szeroki, czarny pas. Notauli nie zbiegają się. Axillae i tarczka śródplecza są siateczkowane, frenum zaś gładkie. Skrzydła są w pełni wykształcone, nieskrócone, przednia ich para sięga siódmego tergitu gastra. Odnóża przedniej pary są żółtawobrązowe z białymi biodrami, pozostałych par natomiast w całości żółtawobrązowe. Pozatułów zaopatrzony jest w podłużne i poprzeczne żeberka.
Metasoma ma 1,2 razy dłuższy niż szeroki, w przedniej ćwiartce zwężony i pomarszczony, dalej zaś żebrowany pomostek. Gaster w 2/3 pokryty jest pierwszym tergitem. Pokładełko ma ciemnobrązowy wierzchołek osłonki.

## Ekologia i występowanie
Owad afrotropikalny, znany wyłącznie z Lasu Kakamega w Kenii. Spotykany na rzędnych 1607 m n.p.m. Zasiedla ściółkę.